# Thuyền tham quan

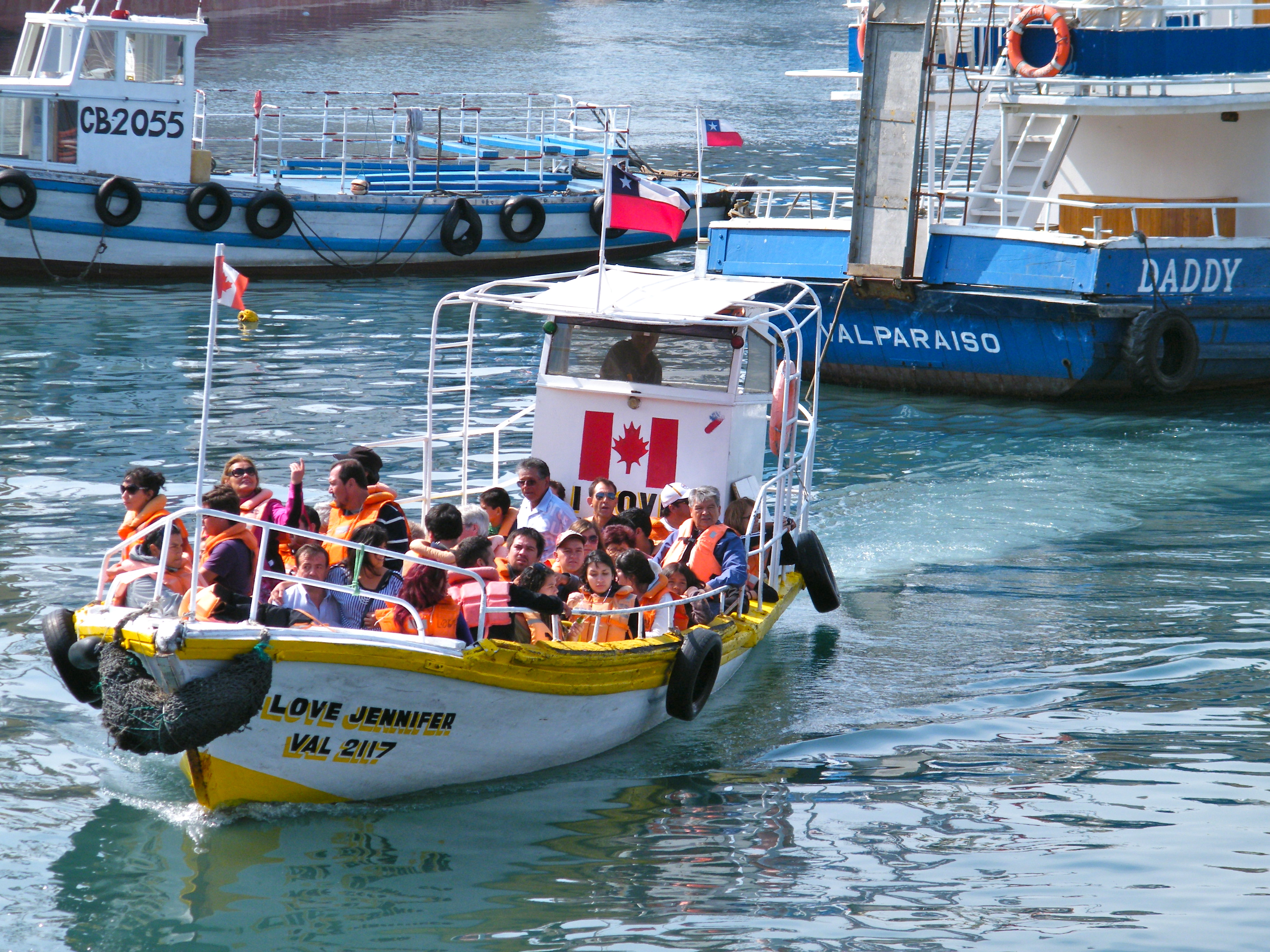
Một chiếc thuyền tham quan ở cảng Valparaiso thuộc Chile

Thuyền tham quan (Tour boat) là một con thuyền được sử dụng, và thường được thiết kế hoặc điều chỉnh kết cấu phục vụ cho mục đích chuyên chở khách tham quan trên những chuyến tham quan bằng thuyền/ghe (boat tour) là một loại hình du lịch thường được có ở các thị trấn và phố cổ được nhiều người ghé thăm mà nơi đây có những kênh đào hoặc một dòng sông chảy qua đô thị này, hoặc đô thị đó nằm trên bờ biển hoặc có hồ bao quanh. 

## Kết cấu

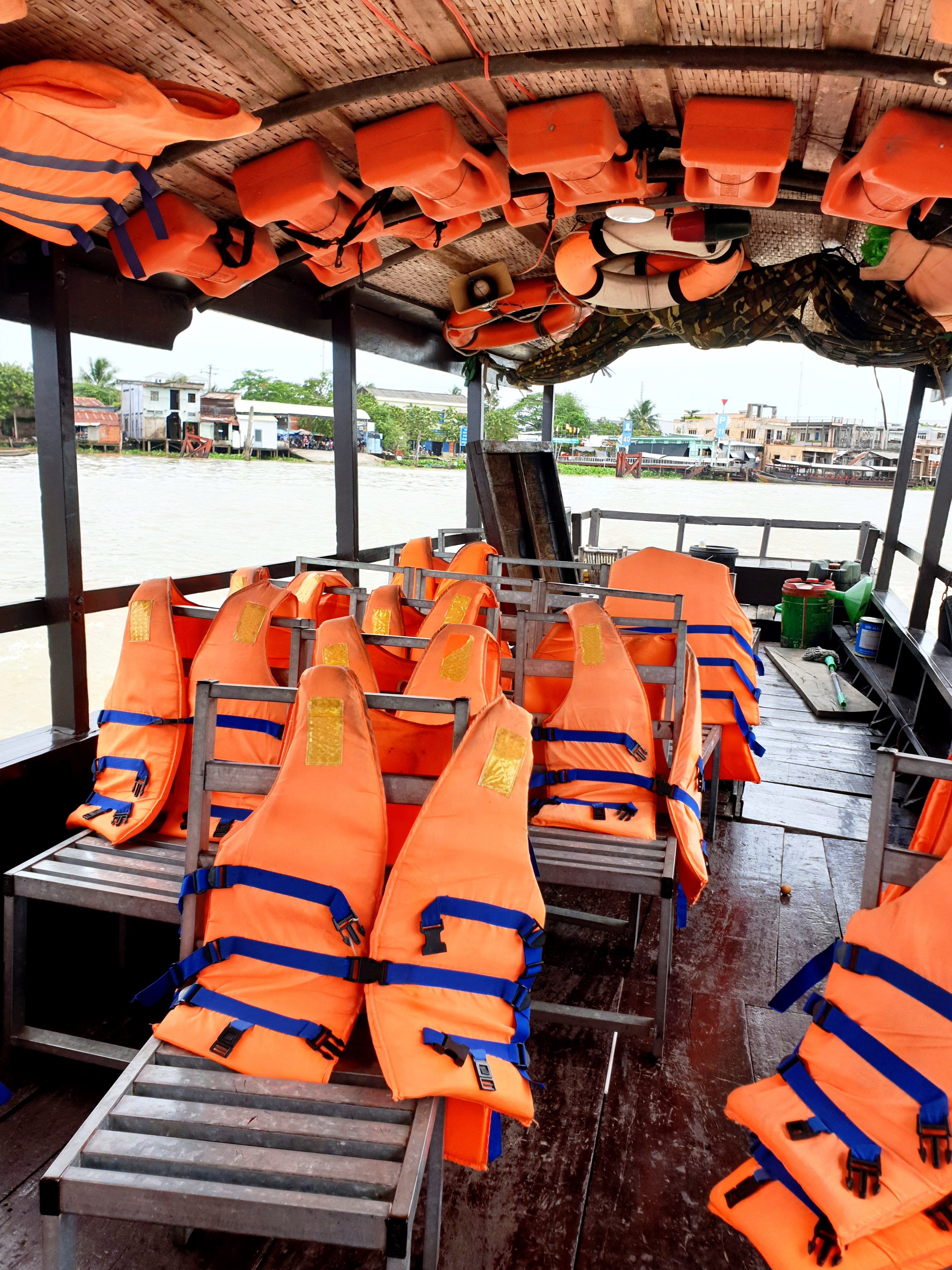
Nội thất một con thuyền tham quan ở Cái Bè

Để tối đa hóa tầm nhìn ra khung cảnh bên ngoài cho tất cả hành khách (đã trả tiền), chiếc thuyền tham quan du lịch thường được thiết kế với số lượng và kích thước cửa sổ tối đa, có thể bao gồm cả mái nhà bằng kính, đôi khi tạo ra dạng nhà kính giống như cấu trúc thượng tầng. Để có thể đi qua những chiếc cầu nhỏ, thấp, đôi khi có tuổi đời hàng thế kỷ bắc qua những con kênh ở trung tâm thành phố có tính lịch sử, những chiếc thuyền để du lịch như vậy có thể có thiết kế rất đặc biệt, nằm sát mặt nước, với hành khách đôi khi ngồi cao đến thắt lưng, bên dưới dòng nước, cũng như ngắn và hẹp, để cho phép thực hiện các vòng cua rất gấp quanh các con kênh. Để giảm thiểu gánh nặng đối với cư dân địa phương và/hoặc môi trường tự nhiên, thuyền du lịch có thể chạy bằng động cơ hoặc chèo để chạy êm, không khí thải thông qua cơ chế ổ điện.
Năm 2004, Trung tâm nghiên cứu năng lượng Hà Lan (ECN) và Canal Cruises Delft đã nghiên cứu tùy chọn chạy các chuyến tham quan bằng cách sử dụng pin nhiên liệu hydro. Tại Amsterdam, một chiếc thuyền du lịch chạy bằng năng lượng hydro có sức chứa 100 hành khách đã được đưa vào hoạt động vào năm 2006. Tại Hà Lan, công ty Amfibus đã chế tạo nhiều loại xe buýt du lịch lội nước được chế tạo theo mục đích, được đẩy đi bằng máy bơm phản lực khi ở dưới nước. Amfibus ở Rotterdam đã hoạt động từ năm 2011 để phục vụ khách du lịch, thực hiện được khoản 1.200 chuyến mỗi năm, chuyên chở khoảng 40.000 hành khách. Vào năm 2010, các chuyến tham quan bằng thuyền qua Kênh Amsterdam Grachtengordel đã đón một kỷ lục 3.072.000 du khách, khiến chúng trở thành điểm thu hút khách du lịch bận rộn nhất ở quốc gia này